# Ach jodel mir noch einen
Ach jodel mir noch einen (Alternativtitel: Stoßtrupp Venus bläst zum Angriff) ist eine deutsch-österreichische Erotikkomödie von Georg Tressler, der unter dem Pseudonym Hans Georg Keil Regie führte. Der Film wurde am 23. August 1974 uraufgeführt. Der englische Titel lautet 2069: A Sex Odyssey.

## Handlung
Das Raumschiff 666, besetzt mit fünf Venusianerinnen, steuert die Erde an. Auf der Venus ist der Vorrat an Samen fast gänzlich erschöpft. Ohne Spermien können sich die Bewohnerinnen des männerlosen Planeten nicht mehr fortpflanzen; mit der Mission „Reibstoffbeschaffung“ landet das Quintett in Oberbayern. Aufgrund einer Rundfunkmeldung über das französische Frauen-Ski-Nationalteam, das im Geheimen in Oberbayern trainiert, werden die Venusianerinnen in ihren silberfarbenen Thermoanzügen und Helmen von den Dorfbewohnern für dieses gehalten. Einzig die Frau des Bürgermeisters, die die anfliegende Untertasse gesehen hat, ahnt hinter den hübschen Frauen außerirdische Wesen. Diese wollen nun entsprechend ihrer Instruktionen den männlichen Dorfbewohnern Samen abzapfen, während diese wiederum die bezüglich Sex völlig ahnungslosen Venusianerinnen zu verführen trachten. Beide Vorhaben gelingen, die Kommandantin kann ohne Mühe vier Männer das Raumschiff betreten lassen und dort an den „Bumsomat“ anschließen, der ihnen mit Saugglocken Samen abpumpt. Die erhaltene Menge von 1/4 Liter liegt aber weit unter der Erwartung der Kommandantin. Die Raumfahrerinnen finden Gefallen an der körperlichen Liebe und ihren Liebhabern (und werden mit ihnen später zur gleichen Zeit Eltern neuer Dorfbewohner). Im Dorfgasthaus folgt ein Tumult, als Bürgermeister Hochkogler bei einem Fest dem vermeintlichen Skiteam fünf Dirndl schenkt und die Raumfahrerinnen zum Anprobieren die Thermoanzüge ausziehen, unter denen sie nichts tragen. An diesem Abend taucht auch ein von der Bürgermeistersgattin herbeitelefonierter Minister auf, allerdings begleitet von zwei Männern mit Zwangsjacke, in die Frau Hochkogler wegen ihrer Wahrnehmung gesteckt wird. Das Raumschiff wird von der Basis auf der Venus zur automatischen Rückreise gestartet, mit einem Dorfbewohner, der es kurz zuvor betreten hat.

## Kritiken
„Fünf attraktive Mädchen werden von der Venus auf die Erde geschickt, um männlichen Samen zu beschaffen; sie erleben dabei durchaus irdische Sexabenteuer und zeugen schließlich ihren Nachwuchs auf unserem Planeten. Einfältige Sexposse in bayrischer Kulisse.“

„Science-Fiction-Sexfilm mit Trash-Appeal.“

## Hintergrund
Gedreht wurde der Film in Oberbayern sowie im österreichischen Rauris. Als Video wird er vom Label Toppic vertrieben.
Am 10. Dezember 2021 wurde der Film von Tele 5 in der Sendereihe Die schlechtesten Filme aller Zeiten gezeigt. Bereits am 30. November 2019 hatte der Sender den Film im Programm, damals jedoch in der Sendereihe BumsBuster.